# Heinrich Rieke

Heinrich Rieke

Heinrich Rieke (* 10. Juni 1843 in Teichhütte; † 21. Juli 1922 in Braunschweig) war ein deutscher sozialdemokratischer Politiker und Gewerkschafter.

## Leben und Wirken
Rieke machte nach dem Besuch der Volksschule eine Maurer- und Steinhauerlehre und ging anschließend auf Gesellenwanderung durch Deutschland. Danach arbeitete er bis 1877 als Maurergeselle. Im Jahr 1868 trat Rieke dem ADAV bei und gehörte ab 1872 der SDAP und später der SPD an. Von 1873 bis 1876 war Rieke Präsident der Internationalen Gewerkgenossenschaft der Maurer und Zimmerer mit Sitz in Braunschweig. Ab 1886 war er dort selbstständiger Maurermeister. Von 1878 bis 1922 war er Stadtverordneter und von 1903 bis 1916 Aufsichtsratsmitglied des Konsumvereins in Braunschweig. Außerdem war Rieke lange Jahre Vorsitzender der regionalen sozialdemokratischen Parteiorganisation und Firmenträger der Parteidruckerei H. Rieke&Co. In den Jahren 1903, 1907 und 1912 kandidierte er im Reichstagswahlkreis Herzogtum Braunschweig 2 vergeblich für den Reichstag. In den Jahren 1918 bis 1920 war Rieke dann Mitglied im Braunschweigischen Landtag. Im Jahr 1920 wurde er Mitglied des Reichstages und amtierte bis zu seinem Tod als Alterspräsident.